# JoAnn Willette
Joann Willette (nacida el 12 de octubre de 1963) es una actriz estadounidense.
Willette es más conocida por aparecer en el papel de Constance "Connie" Lubbock en la serie de televisión Just the Ten of Us de 1988 a 1990. También ha aparecido en otras series, incluidas The Facts of Life, TJ Hooker, Santa Barbara, Growing Pains, Melrose Place, Chicago Hope, Becker, ER,  The Young and the Restless, My Sister Sam, Private. Práctica,  Las nuevas aventuras de la vieja Christine, y en películas como Pesadilla en Elm Street 2: Freddy's Revenge y Bienvenidos a 18.  También apareció en un vídeo musical de 1986 titulado " Your Love " de The Outfield.
El 4 de junio de 2014, Willette apareció en el podcast TV Guidance Counselor de Ken Reid.

## Nominaciones a premios
| Año  | Otorgar              | Resultado | Categoría                                                                                    | Serie |
| ---- | -------------------- | --------- | -------------------------------------------------------------------------------------------- | --- |
| 1989 | Premio Artista Joven | Nominado  | Mejor reparto de actor/actriz joven en una comedia, serie dramática o especial de televisión | Just the Ten of Us (compartido con Heather Langenkamp, Jamie Luner, Brooke Theiss, Matt Shakman y Heidi Zeigler ) |